# Vaclav Smil
Václav Smil (nascido em 9 de dezembro de 1943) é um cientista e analista político tcheco-canadense. Ele é distinto professor emérito na Faculdade de Meio Ambiente da Universidade de Manitoba em Winnipeg, Manitoba, Canadá. Seus interesses de pesquisa interdisciplinar abrangem uma ampla área de estudos de energia, meio ambiente, alimentação, população, economia, história e políticas públicas. Smil é autor de mais de 30 livros e dezenas de artigos técnicos.

## Infância e educação
Smil nasceu durante a Segunda Guerra Mundial em Plzeň, naquela época no Protetorado Alemão da Boêmia e Morávia (atual República Tcheca). Seu pai era policial e sua mãe contadora.  Tendo crescido em uma remota cidade montanhosa na região de Plzeň, Smil cortava lenha diariamente para manter a casa aquecida. Smil diz que isso lhe forneceu uma lição inicial sobre eficiência e densidade energética.
Smil completou seus estudos de graduação na Faculdade de Ciências Naturais da Charles University em Praga. "Eles me ensinaram a natureza, da geologia às nuvens", disse Smil. Após a formatura, ele se recusou a entrar para o Partido Comunista, minando suas perspectivas de emprego, embora tenha encontrado emprego em um escritório de planejamento regional.  Ele se casou com Eva, que estava estudando para ser médica.  Em 1969, após a invasão soviética da Tchecoslováquia e também a formatura de Eva, os Smils emigraram para os Estados Unidos, deixando o país meses antes de uma proibição de viagens soviética fechar as fronteiras. Nos dois anos seguintes, Smil concluiu o doutorado em Geografia no College of Earth and Mineral Sciences da Pennsylvania State University.

## Carreira
Em 1972, Smil virou professor na Universidade de Manitoba, no Canadá, onde permaneceu até sua aposentadoria. Ele ministrou cursos introdutórios de ciências ambientais, entre outras matérias que tratam de energia, mudança atmosférica, China, população e desenvolvimento econômico.

### Opinião sobre energia
Smil está cético de que haverá uma transição rápida para a energia limpa, acreditando que levará muito mais tempo do que muitos prevêem. Smil disse: "Nunca me enganei sobre essas questões importantes de energia e meio ambiente porque não tenho nada para vender", ao contrário de muitas empresas de energia e políticos.
Smil observou em 2018 que carvão, petróleo e gás natural ainda fornecem 90% da energia primária mundial. Apesar de décadas de crescimento em novas tecnologias de energia renovável, a proporção mundial de energia fornecida por combustíveis fósseis aumentou desde 2000. Ele enfatiza que “o maior desafio de longo prazo do setor industrial será deslocar o carbono fóssil usado na produção de ferro primário, cimento, amônia e plásticos ” que respondem por 15% do consumo total de combustíveis fósseis globalmente.

### Posição sobre o crescimento económico
Smil acredita que o crescimento económico tem de acabar, que todo o crescimento é logístico e não exponencial, e que os humanos poderiam consumir níveis muito mais baixos de materiais e energia.

## Recepção
Entre os admiradores de Smil está o cofundador da Microsoft, Bill Gates, que leu todos os 36 livros de Smil. “Espero por novos livros de Smil da mesma forma que algumas pessoas esperam pelo próximo filme de Star Wars”, escreveu Gates em 2017. “Ele é um matador de tretas”, diz David Keith, um cientista de energia e clima da Universidade de Harvard.

## Vida pessoal
A sua esposa Eva é médica e seu filho David é um químico orgânico sintético.
Smil vive numa casa com isolamento invulgarmente espesso, cultiva parte da sua própria comida e come carne aproximadamente uma vez por semana. Ele lê de 60 a 110 livros não técnicos por ano e mantém uma lista de todos os livros que leu desde 1969. Ele “não pretende ter um telemóvel nunca”.
Smil é conhecido por ser "intensamente reservado", evitando a imprensa e deixando que os seus livros falem por si. Na Universidade de Manitoba, ele só apareceu numa reunião do corpo docente (desde a década de 1980). A escola aceitou o seu isolamento, desde que ele continuasse a ensinar e a publicar livros de alta classificação.

## Prémios e honras
Smil é membro da Royal Society of Canada (Science Academy) e recebeu o prémio da Associação Americana para o Avanço da Ciência Award for Public Understanding of Science and Technology em 2000. Em 2010, foi nomeado pela revista Foreign Policy para a sua lista dos 100 maiores pensadores globais da FP. Em 2013, foi nomeado pelo Governador Geral para a Ordem do Canadá. No outono de 2013, ele foi o Visitante Distinto da EADS na Academia Americana em Berlim.
Smil foi palestrante convidado em mais de 300 conferências e workshops nos EUA, Canadá, Europa, Ásia e África, deu palestras em muitas universidades na América do Norte, Europa e Leste Asiático e trabalhou como consultor para muitas instituições dos EUA, União Europeia e internacionais.
O seu livro How the World Really Works: The Science Behind How We Got Here and Where We're Going foi indicado ao Prémio Balsillie de Políticas Públicas de 2022.

## Livros
- 2023 : ''Invention and Innovation: A Brief History of Hype and Failure''. The MIT Press. ISBN 978-0-26-204805-7
- 2022 : How the World Really Works: A Scientist's Guide to Our Past, Present and Future. Viking/Penguin ISBN 9780241454404 (Em português de Portugal: Como o Mundo Realmente Funciona. Crítica. ISBN 9789899103054)
- 2021 : Grand Transitions: How the Modern World Was Made
- 2020 : Numbers Don't Lie: 71 Things You Need To Know About The World. Penguin  (Em português de Portugal: Os Números Não Mentem - 71 coisas que precisa de saber sobre o mundo. Crítica. ISBN 9789895322770)
- 2019 : Growth: From Microorganisms to Megacities. The MIT Press
- 2017 : Energy and Civilization: A History. The MIT Press (Em português de Portugal: Energia e Civilização - Uma história. 2021. BookBuilders. ISBN 9789898973368 ; em português do Brasil: Energia e Civilização - Uma história. 2023. Bookman. ISBN 9788582606391)
- 2015 : Natural Gas: Fuel for the 21st Century. Wiley
- 2015 : Power Density: A Key to Understanding Energy Sources and Uses The MIT Press
- 2013 : Making the Modern World: Materials and Dematerialization Wiley
- 2013 : Made in the USA: The Rise and Retreat of American Manufacturing The MIT Press
- 2013 : Should We Eat Meat? Evolution and Consequences of Modern Carnivory Wiley
- 2013 : Harvesting the Biosphere; What We Have Taken from Nature The MIT Press
- 2012 : Japan’s Dietary Transition and Its Impacts The MIT Press
- 2010 : Prime Movers of Globalization: The History and Impact of Diesel Engines and Gas Turbines The MIT Press Cambridge, 261 p.
- 2010 : Energy Myths and Realities: Bringing Science to the Energy Policy Debate The AEI Press, Washington, D.C., 212p.
- 2010 : Energy Transitions: History, Requirements, Prospects. Praeger Santa Barabara, CA, 178 p.
- 2010 : Why America is Not a New Rome MIT Press Cambridge, 322 p.
- 2008 : Global Catastrophes and Trends: The Next Fifty Years, The MIT Press, Cambridge, xi + 307 p.
- 2008 : Oil: A Beginner's Guide Oneworld Publications
- 2008 : Energy in Nature and Society: General Energetics of Complex Systems, The MIT Press, Cambridge, xi + 480 p.
- 2006 : Energy: A Beginner's Guide Oneworld Publications
- 2006 : Transforming the Twentieth Century: Technical Innovations and Their Consequences, Oxford University Press, New York, x + 358 p.
- 2005 : Creating the Twentieth Century: Technical Innovations of 1867-1914 and Their Lasting Impact, Oxford University Press, New York, xv + 350 p.
- 2004 : China’s Past, China’s Future, RoutledgeCurzon, New York et Londres, xvi + 232 p.
- 2003 : Energy at the Crossroads Global Perspectives and Uncertainties, The MIT Press, Cambridge, xiv + 427 p.
- 2002 : The Earth's Biosphere: Evolution, Dynamics and Change, The MIT Press, Cambridge, xxviii + 360 p.
- 2001 : Enriching the Earth: Fritz Haber, Carl Bosch and the Transformation of World Food Production, The MIT Press, Cambridge, xvii + 411 p.
- 2000 : Feeding the World: A Challenge for the 21st Century, The MIT Press, Cambridge, xxviii + 360 p.
- 2000 : Cycles of Life: Civilization and the Biosphere, Scientific American Library, New York, x + 221 p.
- 1998 : Energies: An Illustrated Guide to the Biosphere and Civilization, The MIT Press, Cambridge, xi + 217 p.
- 1994 : Energy in World History, Westview Press, Boulder, xviii + 300 p.
- 1993 : China's Environment: An Inquiry into the Limits of National Development, M. E. Sharpe, Armonk, xix + 257 p. Winner of the 1995 Joseph Levenson Book Prize.
- 1993 : Global Ecology: Environmental Change and Social Flexibility, Routledge, London, xiii + 240 p.
- 1991 : General Energetics: Energy in the Biosphere and Civilization, John Wiley, New York, xiii + 369 p.
- 1988 : Energy in China's Modernization, M.E. Sharpe, Armonk, xiv + 250 p.
- 1987 : Energy Food Environment: Realities Myths Options, Oxford University Press, Oxford, ix + 361 p.
- 1985 : Carbon Nitrogen Sulfur: Human Interference in Grand Biospheric Cycles, Plenum Press, New York, xv + 459 p.
- 1984 : The Bad Earth: Environmental Degradation in China, M.E. Sharpe, Armonk, xvi + 245 p.
- 1983 : Biomass Energies: Resources, Links, Constraints, Plenum Press, New York, xxi + 453 p.
- 1982 : (in collaboration with P. Nachman and T.V. Long, II) Energy Analysis in Agriculture: An Application to U.S. Corn Production, Westview Press, Boulder, xvi + 191 p.
- 1980 : (in collaboration with W. E. Knowland) Energy in the Developing World, Oxford University Press, Oxford, 386 p.
- 1976 : China's Energy: Achievements, Problems, Prospects, Praeger Publishers, New York, xxi + 246 p.